# Publius Clodius Pulcher
Publius Clodius Pulcher (Kr. e. 92 k. – Bovillae, Kr. e. 52. január 18.) római politikus, a patricius Claudiusok nemzetségének tagja, a Kr. e. 89-ben praetori rangot viselő Appius Claudius Pulcher fia. A Kr. e. 1. század politikai csatározásainak meghatározó alakja, Cicero nagy ellenfele, a néppárt egyik leghírhedtebb személyisége. Nagy szerepe volt a római közbiztonság aláásásában, amivel a köztársasági államrend bukását is megkönnyítette. Karrierjét mindvégig rendkívüli energiával és gátlástalansággal építette, amiben meglehetősen jó szónoki képességei segítették.

## Családja
Apja előkelő, ám némiképp elszegényedett patríciuscsalád sarja, édesanyja Quintus Caecilius Metellus Balearicus lánya. Két bátyja ismert: Appius Kr. e. 54-ben consul, Kr. e. 50-ben pedig censor volt, a korán elhalt Caius pedig Kr. e. 56-ban praetorságig vitte. Három lánytestvéréről tudunk, egyikük Lucullus, másikuk unokatestvérük, Quintus Caecilius Metellus Celer, a harmadik pedig Quintus Marcius Rex felesége volt. A középső az a Clodia, aki Catullus múzsája volt Lesbia néven.
Kétszer nősült, első feleségét Pinariának, a másodikat Fulviának hívták. Ez utóbbitól egy fia és egy lánya született; fia gyermekként halt meg, lánya pedig egy ideig Octavianus jegyese volt. Fulviával gazdag hozományt szerzett.

## Karrierjének kezdete
Kr. e. 70-ben Appius nevű bátyjával sógora, Lucius Licinius Lucullus seregében szolgált a VI. Mithridatész pontoszi király elleni háborúban, és mivel úgy érezte, nem kapja meg az őt illető tiszteletet, fellázította a katonákat. Emiatt távoznia kellett, így másik sógorához, az épp Kilikiát proconsulként igazgató Quintus Marcius Rexhez csatlakozott. Rex a flottája parancsnokává tette, amely minőségben kalózok fogták el, ám végül Pompeius hadjáratától tartva váltságdíj nélkül engedték el. Antiochia felé vette az irányt, ahol részt vett a Szeleukida Birodalom szíriai romjain zajló háborúskodásban; mivel azonban itt is lázított a katonák körében, haza kellett térnie Rómába. A közéletben először Kr. e. 65-ben játszott komolyabb szerepet: visszaélésekkel vádolta meg a korábbi africai helytartót, Lucius Sergius Catilinát, aki jobbnak látta lefizetni őt és elmenekülni az eljárás elől. Kr. e. 64-ben Lucius Licinius Murena propraetor oldalán Gallia Transalpinába utazott, ahol a legnemtelenebb eszközökkel próbált meggazdagodni. Kr. e. 63-ban nem vett részt a Catilina-összeesküvésben, sőt ekkor még a konspirációt felgöngyölítő Marcus Tullius Cicero consul támogatójának számított.

## A tribunusság megszerzése
Kr. e. 62-ben a nőcsábász quaestorjelölt Clodius súlyos botrányt kavart: nőnek öltözve beosont a Bona Dea tiszteletére tartott, csak nők számára látogatható ünnepségre, hogy találkozhasson szeretőjével, a házigazda Caius Iulius Caesar feleségével, Pompeiával. Hangja azonban elárulta, így menekülnie kellett. Az eset nem befolyásolta megválasztásának sikerét, azonban Kr. e. 61-es hivatali éve kezdetén vádat emeltek a szentségtörés miatt. Végül vesztegetésekkel és megfélemlítéssel végül elérte, hogy felmentsék, de egy örök ellenséget szerzett magának Cicero személyében, akit vérig sértett a consuli évére tett gúnyos megjegyzésekkel és tanúságtétele félresöprésével, így a szónok attól kezdve vehemens támadásokat intézett Clodius és párthívei ellen. Clodius ezután a számára kijelölt tartományba, Szicília szigetére távozott, ahová aedilisi reményekkel indult, de visszatérve már más terveket dédelgetett: hogy nagyobb hatalmat szerezzen, néptribunusságra pályázott.
Ehhez adoptáltatnia kellett magát egy plebejus nemzetségbe, amit a comitia curiatának kellett szentesítenie. Cicero Pompeius támogatásában bízva eleinte sikerrel akadályozta meg szándékát, és eleinte az ekkor megalakult első triumvirátus sem támogatta Clodiust (így pl. elérték, hogy az általa megvádolt Lucius Calpurnius Pisót, Caesar apósát felmentsék). Cicero azonban Caius Antonius Hybrida védelmével magára haragította a hadvezéreket, így Kr. e. 60 végén Caesar javaslatára Publius Fonteius fogadott fiává válhatott. Az aktus teljesen szabálytalanul történt: a Pompeius elnökletével megtartott népgyűlést nem értesítették időben, a pontifexi kollégium nem szentesítette a döntést, Fonteius pedig még Clodiusnál is fiatalabb volt, ráadásul, nős lévén, gyermeknemzésre is volt lehetősége (amivel később élt is). Clodius – bár álhírek röppentek fel arról, hogy egy armeniai követjárás visszautasítása miatt magára haragította pártfogóit – továbbra is a triumvirek támogatását élvezve ezután a néptribunusi hatalom megszerzésén munkálkodott, és Caesar segítségével Kr. e. 59 decemberében hivatalba is lépett.

## Tribunussága
Eleinte nem indított támadást ellenfelei ellen, hanem támogatói bázisának kiszélesítésén dolgozva különféle törvényeket fogadtatott el. Ingyen gabonát osztatott a szegény római lakosságnak, az eltörölt céhek visszaállításával és újak létesítésével pedig szervezett testületek támogatását szerezte meg. A népgyűlések napján megtiltotta a madárjóslást, illetve a gyűlés által hozott törvények megvétózását. Az előkelőségeket azzal nyerte meg, hogy a censoroknak megtiltotta, hogy anélkül zárjanak ki valakit a senatusból, hogy azt korábban megvádolták volna előttük, vagy elítélték volna. Az egy évvel korábban általa bevádolt Piso Caesonius és Aulus Gabinius consulokat is megnyerte magának azzal, hogy támogatta őket vágyott tartományaik megszerzésében. Ilyen körülmények között Cicero, aki végül Pompeius támogatását sem tudta megszerezni, Kr. e. 58 áprilisa folyamán elhagyta Rómát, és előbb Thesszalonikében, majd Dürrakhionban települt le. Távozását követően Clodius törvényileg szentesítette száműzését, arra hivatkozva, hogy Cicero ítélet nélkül végeztetett ki római polgárokat a Catilina-összeesküvés felgöngyölítésekor. Visszatérését megtiltotta mindaddig, amíg áldozatai fel nem élednek, házát felégette a Palatinuson, illetve tusculumi és formiaei villáit is leromboltatta.
Támogatásával Gabinius Syria, Piso pedig Macedonia helytartója lett, és a Cicerótól rabolt javakból is ők részesedtek elsősorban. Ezután ifjabb Catótól megszabadulva azt Ciprusra küldte, hogy XI. Ptolemaiosz Alexandrosz végrendeletére hivatkozva, amelyben állítólag átadta a szigetet a köztársaságnak, átvegye azt Ptolemaiosz nevű királyától. Clodius Rómában maradt, ahol továbbra is fegyverben tartotta a támogatóit, miközben Cicero házhelye és más palatinusi villák megszerzésével hatalmas palota építését tervezte a maga számára. Befolyásának köszönhetően számos esetben kapott pénzt támogatásáért cserébe; végül a Pompeius által Rómába hozott fogoly armeniai királyfi, Tigranész szökésében is hajlandó volt segíteni. Az eset viszályhoz vezetett a hadvezér és a tribunus között, ám Róma városában Pompeius még Gabinius consul támogatásával sem volt képes szembeszállni hajdani támogatottjával. Clodius emberei a gyakorivá váló utcai csetepaték egyike során megsebezték utóbbit, és még fascesét is eltörték; Pompeius pedig jobbnak látta ellenfele hivatali idejének lejártáig ki sem mozdulni a házából, amit a tribunus bandái végig megfigyelés alatt tartottak, és még az ellenük küldött praetort is visszaverték. Ebben a helyzetben többen próbálkoztak Cicero visszahívásával, mindhiába.

## Cicero és Milo ellen
Clodius Kr. e. 57-ben elvesztette tribunusi hivatalát, de befolyása és fegyveres híveinek tömege megmaradt. Minden erejével azon munkálkodott, hogy megakadályozza Cicero visszahívását, ezért legalább három tribunust – Fabriciust, Sextiust és Milót – megtámadott, híveiket szétverte és megfenyegette őket. Milo vállalta a kihívást, és maga is fegyveres csapatot szervezett, ami rendszeresen összecsapott a clodianusokkal. A volt tribunus eközben a nimfák temploma ellen is támadást indított, hogy megsemmisítse a censori feljegyzéseket; Lucius Caecilius Rufus praetorra is rárontottak emberei a Ludi Apollinarest félbeszakítva. Ilyen körülmények között egyedül ő ellenezte Cicero visszahívását, amikor a senatus beterjesztette a népgyűlés elé az erre vonatkozó javaslatot. Ekkor ugyan Milo és tribunustársai elég nagy erőket mozgósítottak, hogy tétlenségre kényszerítsék, de ellenfele visszahívása után újra erőszakhullámot robbantott ki: Cicero visszatérését okolta a kitörő szárazság miatt, és amikor a szónok javaslatára Pompeiust rendkívüli hatalommal ruházták fel a rómaiak ellátása érdekében, a köztársaság árulójának kiáltotta ki.
A Cicerót visszahívó törvény rendelkezett tulajdonai visszaszolgáltatásáról is. Ez a palatinusi házhely esetében hosszadalmasra nyúlt, mivel Clodius korábban Libertas istennőnek ajánlotta fel. Cicero végül a pontifexek előtt megvédte jogát a területre, ám riválisa megtámadta az újjáépítésen dolgozó brigádot, és felgyújtatta a szónok fivére, Quintus Tullius Cicero szomszédos házát. Milót is támadta. Eközben a senatusban Cnaeus Cornelius Lentulus Marcellinus javasolta a vádemelést Clodius ellen, ám annak elvbarátai megakadályozták a döntést. Clodius közben megpályázta az aedilisi rangot, és egyre a hivatalnokválasztó népgyűlés összehívását sürgette; Milo viszont erős csapatok kivonulásával és madárjóslásra hivatkozva minden alkalommal megakadályozta, hogy a Clodiust támogató Quintus Caecilius Metellus Nepos consul megtartsa a választást. Kr. e. 56 elején azonban Milo hivatali ideje lejárt, Clodiust pedig végül aedilisszé választották.

## Az utolsó évek
Clodius megválasztása után szinte azonnal megvádolta a hivatalával járó sérthetetlenségét elveszett Milót erőszakos tettei miatt. A februári tárgyalások Clodius híveinek rendbontása miatt májusra tolódtak, de végkifejletükről nem tudunk. Eközben áprilisban az aedilis megrendezte a megalesiai játékokat Kübelé tiszteletére, ahova állítólag olyan sok rabszolgát engedett be, hogy a szabadoknak nem jutott hely. Az idő múlásával a februárban még Milo mellett kiálló Pompeius megbékélt Clodiusszal, aki felbátorodva megtámadta Cicero házát. A Clodius által házának újbóli felépítése miatt szentségtörőnek nyilvánított szónok azonban számíthatott Milo embereire, akik megvédték a házát, sőt segédkeztek neki a Clodius által javasolt törvények Capitoliumról történő elvitelében. Támogatta Pompeius és Crassus Kr. e. 55-ös consuli jelölését, és úgy tűnik, egy kis-ázsiai követségbe szeretett volna bekerülni, hogy a tartományokban és a szövetséges királyságokban feltöltse kimerülőben levő pénztartalékait; e téren lekötelezettjeire, köztük az erőfeszítései révén elismerést nyert Brogitarus galatiai fejedelemre is számíthatott. Úgy tűnik azonban, mégsem hagyta el Rómát. Kr. e. 54-ben sem volt túl aktív: a hajdani tribunust, Prociliust erőszakossággal vádolta, később pedig Ciceróval és másokkal közösen védelmezte a tartományi visszaélésekkel megvádolt Marcus Aemilius Scaurust, a triumvirátus consuljelöltjét.
Kr. e. 53-ban Clodius praetornak, Milo pedig consulnak jelöltette magát, és kölcsönösen egymás ellehetetlenítésén munkálkodtak. Ismét gladiátorokból és más fegyveresekből toborzott seregeik állandó csatározása szította a kedélyeket és lehetetlenítette el a közrend fenntartását Rómában: Cicerót ismét életveszélyes támadás érte, és még a választó népgyűlést összehívó Cnaeus Domitius Calvinus is megsebesült, amikor Clodius bandái rárontottak. A választásokat nem lehetett megtartani, a senatus pedig összeült, hogy rendezze a helyzetet. A testület előtt Clodius továbbra is Milót támadta adósságai miatt, Cicero viszont védőbeszédet mondott a jelölt mellett. A helyzetet végül nem a testület oldotta meg.

## Halála
Kr. e. 52. január 18-án a Lanuviumba utazó Milo és vidéki birtokairól hazatérő Clodius összetalálkozott a Via Appián Bovillae közelében. Mindkettejüket fegyveresek kísérték, és bár úgy tűnt, hogy nem rontanak egymásra, az egymás mellett elhaladó csapatok között csetepaté bontakozott ki. Clodius megsebesült, és embereivel egy közeli házba húzódott, amit Milo hívei megostromoltak. Clodiust megölték, holttestét az útra rángatták és otthagyták. Egy Sextus Tedius nevű senator talált rá és vitette Rómába, ahol hatalmas tömegek gyűltek össze megnézni. Másnap a Forumra vitték a tetemet, ahol a feldühödött, Titus Munatius Plancus Bursa és Quintus Pompeius Rufus tribunusok által hergelt tömeg elragadta, és a senatus üléstermében, a Curia Hostiliában állított máglyán elégette. A tűz a Curia mellett számos szomszédos épületet is elemésztett, így az idősebb Cato által építtetett bazilikát.
A gyilkosság következtében kitörő anarchia Pompeius malmára hajtotta a vizet, akit így a februárban senatus egyedüli consulnak (consul sine collega) nevezett ki a rend helyreállítására. Milo egy ideig továbbra is consuljelöltnek tartotta magát, de ellenfelei – köztük az ellenjelöltek, Publius Plautius Hypsaeus és Pompeius apósa, Quintus Caecilius Metellus Pius Scipio – rövidesen pert indítottak ellene, és bár az arisztokrácia Ciceróval az élen kiállt mellette, kénytelen volt száműzetésbe vonulni. Clodius felesége, Fulvia később Marcus Antoniushoz ment feleségül.